# Modesto Bría
Modesto Bría (Encarnación, Itapúa, 8 de marzo de 1922 — Río de Janeiro, 30 de agosto de 1996) fue un futbolista y entrenador paraguayo. Debutó en el club en el que fue formado, Nacional, en el año 1939. Tras sus buenas actuaciones, fue llevado a Brasil por Ary Barroso, quien fue a Paraguay en vuelo charter para no llamar la atención de los dirigentes quienes, para cuando se dieron cuenta, ya habían perdido a su gran promesa. Modesto jugó por Flamengo durante 10 años, habiendo participado en el primer tricampeonato estatal del club. Tras retirarse del fútbol, fue entrenador del Flamengo en varias ocasiones distintas.

## Clubes

### Jugador
| Club          | País     | Años        |
| ------------- | -------- | ----------- |
| Nacional      | Paraguay | 1939 - 1943 |
| Flamengo      | Brasil   | 1943 - 1953 |
| Santa Cruz FC | Brasil   | 1953 - 1954 |

### Entrenador
| Club     | País   | Años        |
| -------- | ------ | ----------- |
| Flamengo | Brasil | 1959 - 1960 |
| Flamengo | Brasil | 1967        |
| Flamengo | Brasil | 1971        |
| Flamengo | Brasil | 1981        |

## Títulos

### Como jugador
Flamengo
- Campeonato Carioca 1942, 1943, 1944 y 1953
- Torneo Início do Campeonato Carioca: 1946, 1951 e 1952
- Torneo Relâmpago: 1943
- Trofeo Cezar Aboud: 1948
- Trofeo Embajada Brasileira da Guatemala: 1949
- Trofeo Comitê Olímpico Nacional da Guatemala: 1949
- Taza Ciudad de Ilhéus: 1950
- Copa Elfsborg: 1951
- Trofeo Ciudad de Arequipa: 1952
- Torneo Internacional de Lima: 1952
- Trofeo Juan Domingo Perón: 1953
- Torneo Quadrangular de Curitiba: 1953

Nacional
- : Campeonato Paraguayo 1942